# Сверхпроводимость

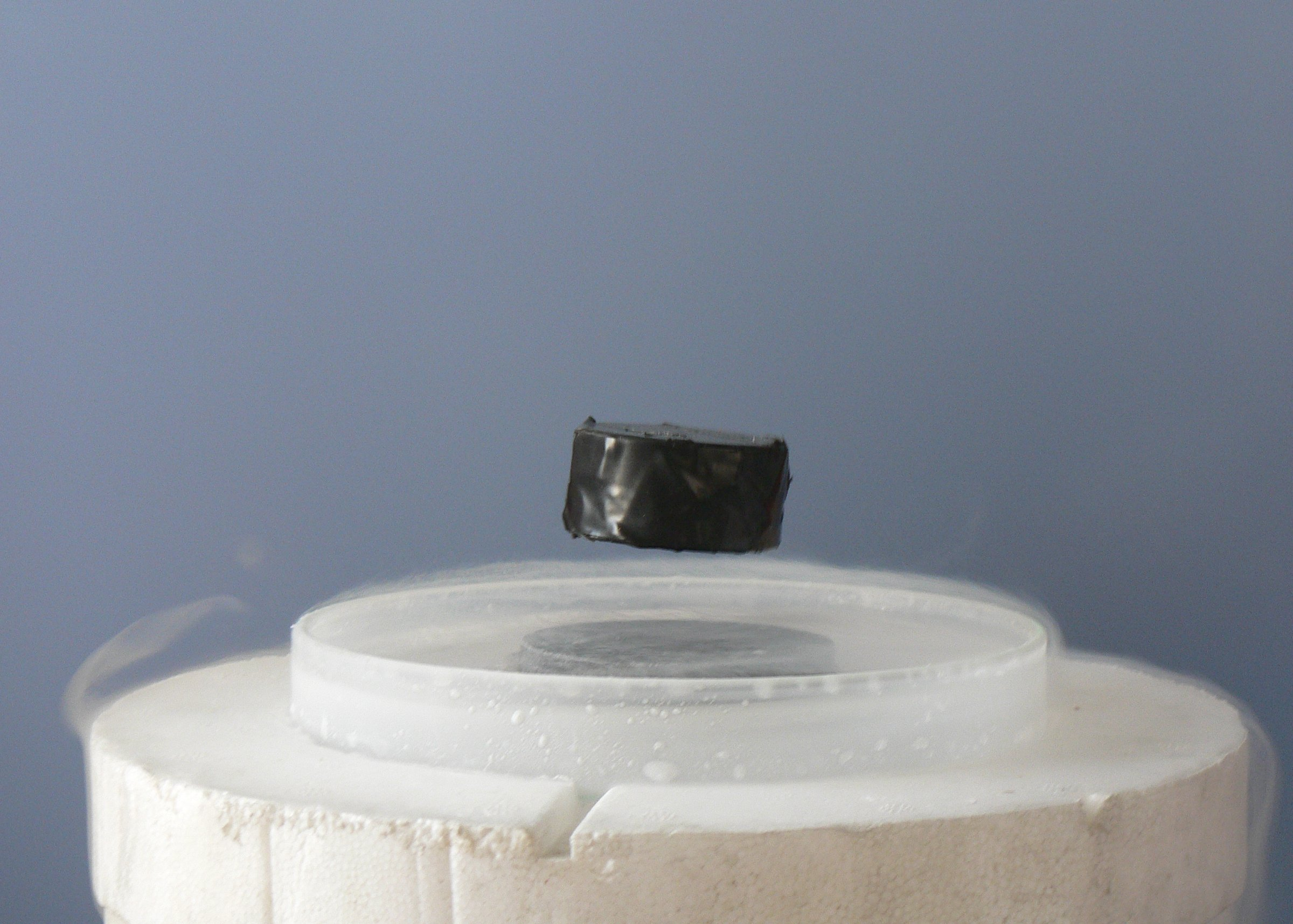
Магнит, левитирующий над высокотемпературным сверхпроводником, охлаждаемым жидким азотом

Сверхпроводи́мость — свойство некоторых материалов проводить электрический ток без затухания, сопровождающееся одновременным полным или частичным вытеснением магнитного поля из объёма сверхпроводника (явлением, известным как эффект Мейснера). Существование этого эффекта показывает, что сверхпроводимость не может быть описана просто как идеальная проводимость в классическом понимании. Выталкивание магнитного поля также отличает сверхпроводимость и от других мезоскопических явлений, протекающих без диссипации энергии, таких как незатухающие токи и квантовый эффект Холла.
Сверхпроводники обладают нулевым электрическим сопротивлением при температурах ниже определённого значения (критическая температура). Известны несколько сотен соединений, чистых элементов, сплавов и керамик, переходящих в сверхпроводящее состояние.  Существует множество типов сверхпроводимости, и некоторые из них предсказаны только теоретически. Некоторые типы сверхпроводимости, наблюдаемые в эксперименте, нашли квантовомеханическое объяснение, другие — ожидают теоретического объяснения.
С момента открытия сверхпроводимости (1911) в течение десятилетий это явление наблюдалось лишь при крайне низких температурах, близких к абсолютному нулю. Открытие в 1986—1993 годах ряда высокотемпературных сверхпроводников (ВТСП) отодвинуло далеко вверх температурную границу сверхпроводимости и позволило практически использовать сверхпроводящие материалы не только при температуре кипения жидкого гелия (4,2 К), но и при температуре кипения жидкого азота (77 К), гораздо более дешёвой криогенной жидкости.

## История
Основой для открытия явления сверхпроводимости стало развитие технологий охлаждения материалов до сверхнизких температур. В 1877 году французский инженер Луи Кайете и швейцарский физик Рауль Пикте независимо друг от друга охладили кислород до жидкого состояния. В 1883 году Зигмунт Врублевски и Кароль Ольшевски выполнили сжижение азота. В 1898 году Джеймсу Дьюару удалось получить и жидкий водород.
В 1893 году проблемой сверхнизких температур стал заниматься голландский физик Хейке Камерлинг-Оннес. Ему удалось создать лучшую в мире криогенную лабораторию, в которой 10 июля 1908 года им был получен жидкий гелий. Позднее ему удалось довести его температуру до 1 кельвина. Камерлинг-Оннес использовал жидкий гелий для изучения свойств металлов, в частности, для измерения зависимости их электрического сопротивления от температуры. Согласно существовавшим тогда классическим теориям, сопротивление должно было плавно падать с уменьшением температуры, однако существовало также мнение, что при слишком низких температурах электроны практически остановятся и металл совсем перестанет проводить ток. Эксперименты, проводившиеся Камерлингом-Оннесом со своими ассистентами Корнелисом Дорсманом и Гиллесом Хольстом, вначале подтверждали вывод о плавном спадании сопротивления. Однако 8 апреля 1911 года он неожиданно обнаружил, что при 3 кельвинах (около −270 °C) электрическое сопротивление ртути практически равно нулю. Следующий эксперимент, проведённый 11 мая, показал, что резкий спад сопротивления до нуля происходит при температуре около 4,2 К (позднее более точные измерения показали, что эта температура равна 4,15 К). Этот эффект был совершенно неожиданным и не мог быть объяснён существовавшими тогда теориями.
В 1912 году были обнаружены ещё два металла, переходящие в сверхпроводящее состояние при низких температурах: свинец и олово. В январе 1914 года было показано, что сверхпроводимость разрушается сильным магнитным полем. В 1919 году было установлено, что таллий и уран также являются сверхпроводниками.
Нулевое сопротивление — не единственная отличительная черта сверхпроводников. Одним из главных отличий сверхпроводников от идеальных проводников является эффект Мейснера, открытый Вальтером Мейснером и Робертом Оксенфельдом в 1933 году.
Первое теоретическое объяснение сверхпроводимости было дано в 1935 году братьями Фрицем и Хайнцем Лондоном. Более общая теория была построена в 1950 году В. Л. Гинзбургом и Л. Д. Ландау. Она получила широкое распространение и известна как теория Гинзбурга — Ландау. Однако эти теории имели феноменологический характер и не раскрывали детальные механизмы сверхпроводимости. Впервые сверхпроводимость получила объяснение на микроскопическом уровне в 1957 году в работе американских физиков Джона Бардина, Леона Купера и Джона Шриффера. Центральным элементом их теории, получившей название теории БКШ (Бардина — Купера — Шриффера), являются так называемые куперовские пары электронов.
Позднее было установлено, что сверхпроводники делятся на два больших семейства: сверхпроводников I рода (к ним, в частности, относится ртуть) и II рода (которыми обычно являются сплавы разных металлов). В открытии сверхпроводимости II типа значительную роль сыграли работы Л. В. Шубникова в 1930-е годы и А. А. Абрикосова в 1950-е.
Для практического применения в мощных электромагнитах большое значение имело открытие в 1950-х годах сверхпроводников, способных выдерживать сильные магнитные поля и пропускать большие плотности тока. Так, в 1960 году под руководством Дж. Кюнцлера был открыт материал Nb3Sn, проволока из которого способна при температуре 4,2 К, находясь в магнитном поле величиной 8,8 Тл, пропускать ток плотностью до 100 кА/см².

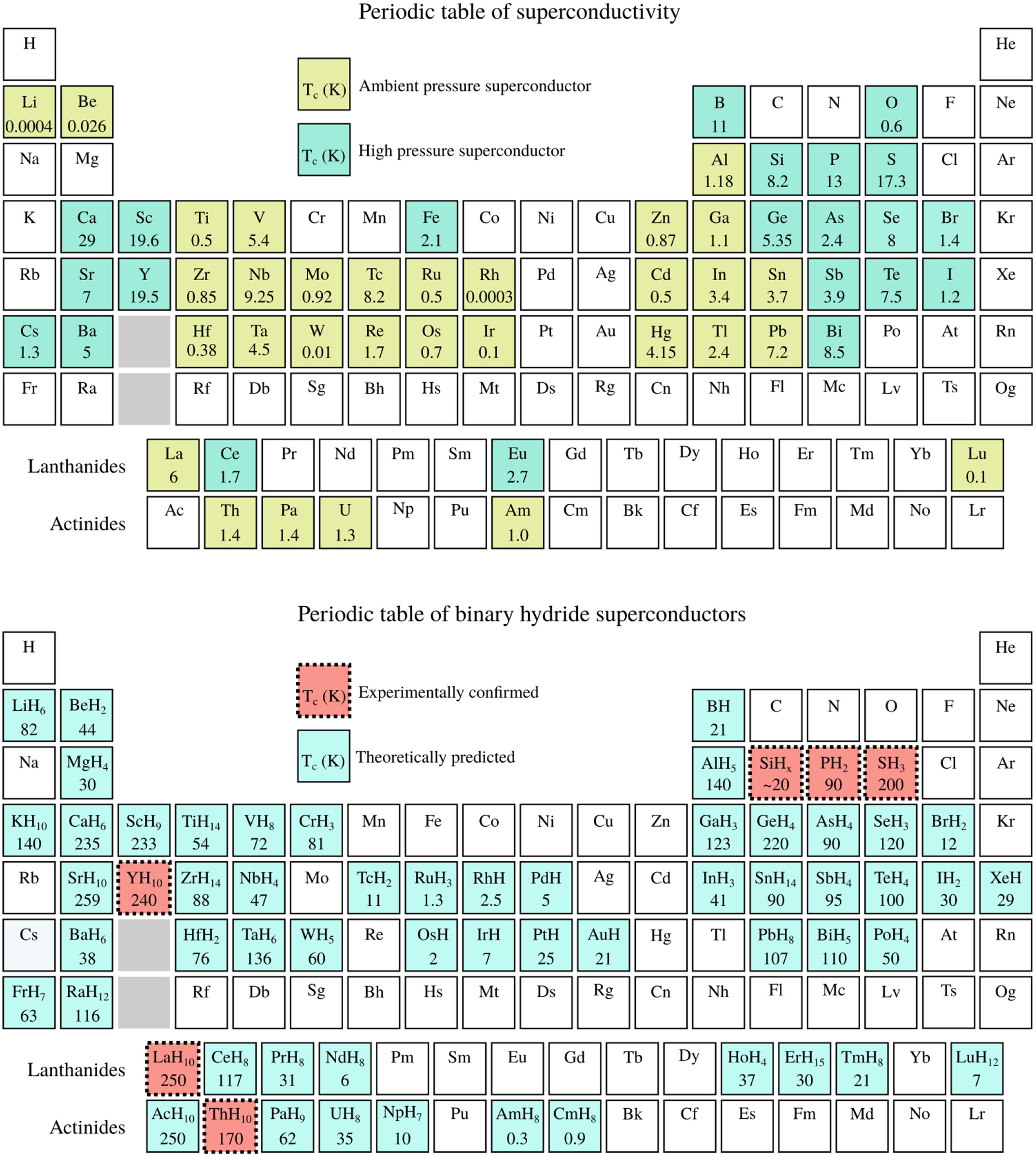
Температуры перехода различных химических элементов и их бинарных гидридов в состояние сверхпроводимости

В 1962 году английским физиком Брайаном Джозефсоном был открыт (получивший позже его имя) эффект протекания сверхпроводящего тока через тонкий слой диэлектрика, разделяющий два сверхпроводника,
В 1986 году Карл Мюллер и Георг Беднорц открыли новый тип сверхпроводников, получивших название высокотемпературных. В начале 1987 года было показано, что соединения лантана, стронция, меди и кислорода (La—Sr—Cu—O) испытывают скачок сопротивления практически до нуля при температуре 36 К. В начале марта 1987 года был впервые получен сверхпроводник при температуре, превышающей температуру кипения жидкого азота (77,4 К): было обнаружено, что таким свойством обладает соединение иттрия, бария, меди и кислорода (Y—Ba—Cu—O). По состоянию на 1 января 2006 года, рекорд принадлежит керамическому соединению Hg—Ba—Ca—Cu—O(F), открытому в 2003 году, критическая температура для которого равна 138 К. Более того, при давлении 400 кбар то же соединение является сверхпроводником при температурах до 166 К.
В 2015 году был установлен новый рекорд температуры, при которой достигается сверхпроводимость. Для H2S (сероводород) при давлении 100 ГПа был зафиксирован сверхпроводящий переход при температуре 203 К (−70 °C).
В 2017 году было обнаружено явление сверхпроводимости графена толщиною в два атомных слоя, повёрнутых друг относительно друга на угол 1,1 градуса.
В 2019 году была получена сверхпроводимость у декагидрида лантана LaH₁₀ при −23 °C (250 K) и ниже под давлением 188 ГПа. При этом наблюдался гистерезис — при повышении температуры свыше 245 K сверхпроводимость у LaH₁₀ исчезала. Кроме того, в Институте кристаллографии им. Шубникова получена сверхпроводимость у гидрида иттрия YH₆ при температурах 224 K при 166 ГПа и 218 K при 165 ГПа. Эффект сверхпроводимости в таких гидридах обуславливается структурой кристалла, в которой атомы водорода «обволакивают» более тяжёлые атомы, которые задают структуру кристаллической решётки и в такой структуре не препятствуют образованию конденсата Бозе — Эйнштейна. Согласно расчётам, перспективными являются также тернарные гидриды: например, Li₂MgH₁₆ должен иметь температуру перехода к сверхпроводимости 473 K при давлении 2,5 МБар.
В 2023 году было объявлено об обнаружении сверхпроводимости при температуре 294 K и давлении 1 ГПа в материале из гидроксида лютеция, легированного азотом. Однако научным сообществом это заявление было встречено со скептицизмом, поскольку открытие было сделано той же командой, которая уже делала аналогичные заявления, отозванные из журнале Nature в 2022 году. Первые попытки воспроизвести заявленные результаты потерпели неудачу.

## Классификация
Существует несколько критериев для классификации сверхпроводников. Вот основные из них:
- По их отклику на магнитное поле: они могут быть I рода (что значит, что они имеют единственное значение магнитного поля, Hc, выше которого они теряют сверхпроводимость), или II рода, подразумевающего наличие двух критических значений магнитного поля, Hc1 и Hc2. При приложении магнитного поля в этом диапазоне происходит частичное его проникновение в сверхпроводник с сохранением сверхпроводящих свойств.
- По теории, объясняющей их (БКШ или нет).
- По их критической температуре: низкотемпературные, если Tc < 77 K (ниже температуры кипения азота), и высокотемпературные.
- По материалу: чистый химический элемент (такие как свинец или ртуть, однако не все элементы в чистом виде достигают сверхпроводящего состояния), сплавы (например, NbTi), керамика (например, YBCO, MgB2), сверхпроводники на основе железа, органические сверхпроводники, графен[9] и т. п.
- Молекулы органических веществ, содержащие {\displaystyle \pi }-электронную систему, являются миниатюрными сверхпроводниками, в которых {\displaystyle \pi }-электроны образуют связанные электронные пары[16].

## Свойства сверхпроводников

### Нулевое электрическое сопротивление

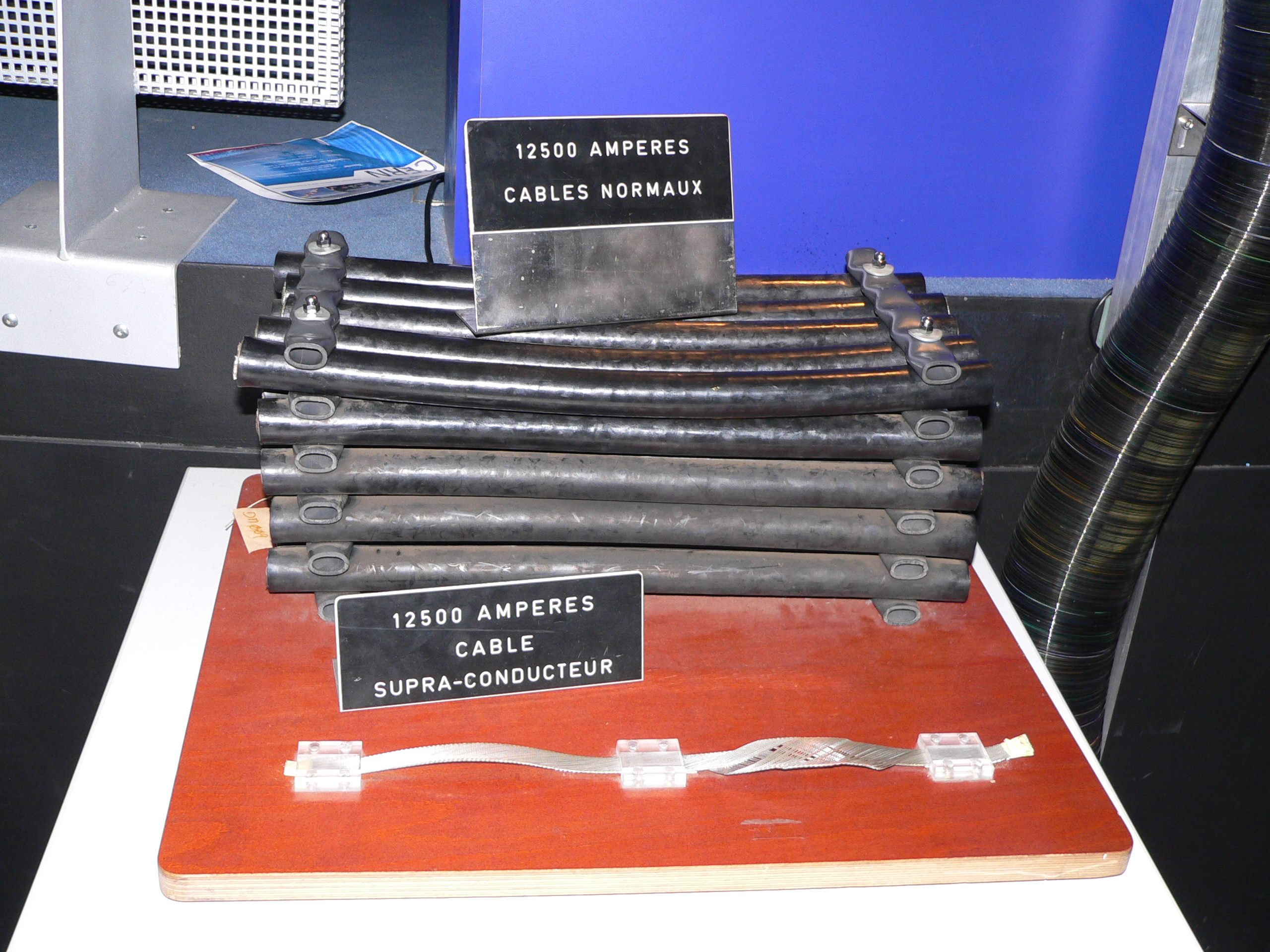
Электрические кабели для ускорителей в CERN: сверху обычные кабели для Большого электрон-позитронного коллайдера; внизу — сверхпроводящие для Большого адронного коллайдера

Для постоянного электрического тока электрическое сопротивление сверхпроводника равно нулю. Это было продемонстрировано в ходе эксперимента, где в замкнутом сверхпроводнике был индуцирован электрический ток, который протекал в нём без затухания в течение 2,5 года (эксперимент был прерван забастовкой рабочих, подвозивших криогенные жидкости).

### Сверхпроводники в высокочастотном поле
Строго говоря, утверждение о том, что сопротивление сверхпроводников равно нулю, справедливо только для постоянного электрического тока. В переменном электрическом поле сопротивление сверхпроводника отлично от нуля и растёт с увеличением частоты поля. Этот эффект на языке двухжидкостной модели сверхпроводника объясняется наличием, наравне со сверхпроводящей фракцией электронов, также и обычных электронов, число которых, однако, невелико. При помещении сверхпроводника в постоянное поле это поле внутри сверхпроводника обращается в нуль, поскольку иначе сверхпроводящие электроны ускорялись бы до бесконечности, что невозможно. Однако в случае переменного поля поле внутри сверхпроводника отлично от нуля и ускоряет в том числе и нормальные электроны, с которыми связаны и конечное электрическое сопротивление, и джоулевы тепловые потери. Данный эффект особо ярко выражен для таких частот света, для которых энергии кванта {\displaystyle h\nu } достаточно для перевода сверхпроводящего электрона в группу нормальных электронов. Эта частота обычно лежит в инфракрасной области (около 1011 Гц), поэтому сверхпроводники внешне выглядят так же, как обычные металлы.

### Фазовый переход в сверхпроводящее состояние

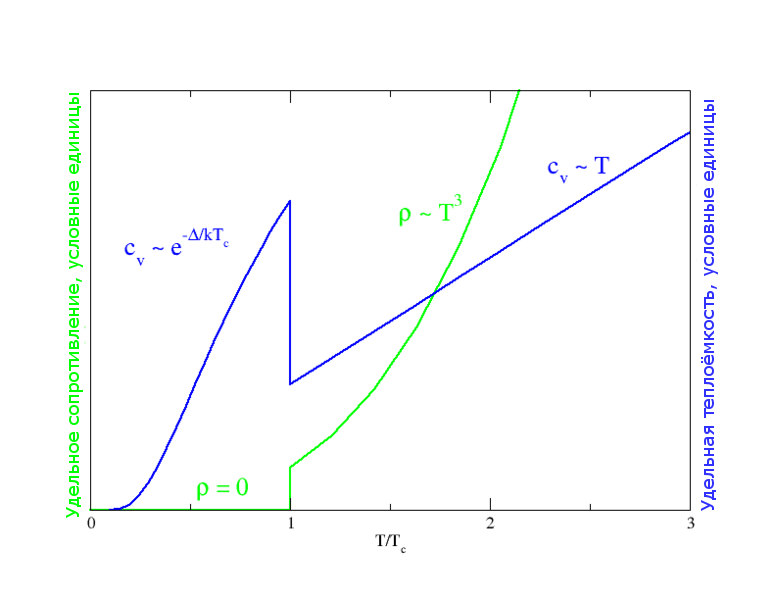
Характер изменения теплоемкости (c_{v}, синий график) и удельного сопротивления (ρ, зелёный), при фазовом переходе в сверхпроводящее состояние

Температурный интервал перехода в сверхпроводящее состояние для чистых образцов не превышает тысячных долей кельвина и поэтому имеет смысл определённое значение Тс — температуры перехода в сверхпроводящее состояние. Эта величина называется критической температурой перехода. Ширина интервала перехода зависит от неоднородности металла, в первую очередь — от наличия примесей и внутренних напряжений. Известные ныне температуры Тс изменяются в пределах от 0,0005 К у магния (Mg) до 23,2 К у интерметаллида ниобия и германия (германийтриниобий Nb3Ge, в плёнке) и 39 К у диборида магния (MgB2) у низкотемпературных сверхпроводников (Тс ниже 77 К, температуры кипения жидкого азота), до примерно 135 К у ртутьсодержащих высокотемпературных сверхпроводников.
В настоящее время[когда?] фаза HgBa2Ca2Cu3O8+d (Hg−1223) имеет наибольшее известное значение критической температуры — 135 К, причём при внешнем давлении 350 тысяч атмосфер температура перехода возрастает до 164 К, что лишь на 19 К уступает минимальной температуре, зарегистрированной в природных условиях на поверхности Земли. Таким образом, сверхпроводники в своём развитии прошли путь от металлической ртути (4,15 К) к ртутьсодержащим высокотемпературным сверхпроводникам (164 К). В 2000 году было показано, что небольшое фторирование упомянутой выше ртутной керамики позволяет поднять критическую температуру при обычном давлении до 138 К.
Переход вещества в сверхпроводящее состояние сопровождается изменением его тепловых свойств. Однако это изменение зависит от рода рассматриваемых сверхпроводников. Так, для сверхпроводников Ι рода в отсутствие магнитного поля при температуре перехода Тc теплота перехода (поглощения или выделения) обращается в нуль, а, следовательно, терпит скачок теплоёмкость, что характерно для фазового перехода ΙΙ рода. Такая температурная зависимость теплоемкости электронной подсистемы сверхпроводника свидетельствует о наличии энергетической щели в распределении электронов между основным состоянием сверхпроводника и уровнем элементарных возбуждений. Когда же переход из сверхпроводящего состояния в нормальное осуществляется изменением приложенного магнитного поля, то тепло должно поглощаться (например, если образец теплоизолирован, то его температура понижается), а это соответствует фазовому переходу Ι рода. Для сверхпроводников ΙΙ рода переход из сверхпроводящего в нормальное состояние при любых условиях будет фазовым переходом ΙΙ рода.

### Эффект Мейснера

Схема эффекта Мейснера. Показаны линии магнитного поля и их вытеснение из сверхпроводника, находящегося ниже своей критической температуры

Даже более важным свойством сверхпроводника, чем нулевое электрическое сопротивление, является так называемый эффект Мейснера, заключающийся в вытеснении постоянного магнитного поля из сверхпроводника. Из этого экспериментального наблюдения делается вывод о существовании незатухающих токов вблизи поверхности сверхпроводника, которые создают внутреннее магнитное поле, противоположно направленное внешнему, приложенному магнитному полю и компенсирующее его.
Достаточно сильное магнитное поле при данной температуре разрушает сверхпроводящее состояние вещества. Магнитное поле с напряжённостью Нc, которое при данной температуре вызывает переход вещества из сверхпроводящего состояния в нормальное, называется критическим полем. При уменьшении температуры сверхпроводника величина Нc возрастает. Зависимость величины критического поля от температуры с хорошей точностью описывается выражением
{\displaystyle H_{\mathrm {c} }(T)=H_{\mathrm {c0} }\left(1-{\frac {T^{2}}{T_{\mathrm {c} }^{2}}}\right)},
где {\displaystyle H_{\mathrm {c0} }} — критическое поле при нулевой температуре. Сверхпроводимость исчезает и при пропускании через сверхпроводник электрического тока с плотностью, большей, чем критическая {\displaystyle j_{\mathrm {c} }}, поскольку он создаёт магнитное поле, большее критического.
Разрушение сверхпроводящего состояния под действием магнитного поля отличается у сверхпроводников I и II рода. Для сверхпроводников II рода существует 2 значения критических поля: Нc1, при котором магнитное поле проникает в сверхпроводник в виде вихрей Абрикосова, и Нc2, при котором происходит исчезновение сверхпроводимости.

### Эффект Литтла — Паркса
В 1963 году учёными Литтлом и Парксом было обнаружено, что температура перехода тонкостенного цилиндра малого радиуса в сверхпроводящее состояние периодически (с периодом, равным кванту магнитного потока) зависит от величины магнитного потока. Этот эффект является одним из проявлений макроскопической квантовой природы сверхпроводимости.

### Изотопический эффект
Изотопический эффект у сверхпроводников заключается в том, что температуры Тс обратно пропорциональны квадратным корням из атомных масс изотопов одного и того же сверхпроводящего элемента. Как следствие, моноизотопные препараты несколько отличаются по критическим температурам от природной смеси и от друг друга.

### Момент Лондона
Вращающийся сверхпроводник генерирует магнитное поле, точно выровненное с осью вращения, возникающий магнитный момент получил название «момент Лондона». Он применялся, в частности, в научном спутнике «Gravity Probe B», где измерялись магнитные поля четырёх сверхпроводящих гироскопов, чтобы определить их оси вращения. Поскольку роторами гироскопов служили практически идеально гладкие сферы, использование момента Лондона было одним из немногих способов определить их ось вращения.

### Сверхпроводимость в биофизике
В органической химии существуют многоатомные молекулы, содержащие так называемые сопряжённые связи. Они осуществляются посредством электронов, которые способны двигаться внутри всей молекулы, подобно электронам в металлах. Такие молекулы являются маленькими сверхпроводниками. Их свойства сверхпроводимости проявляются во взаимодействии молекулы со светом, в эффекте Мейснера и т. д.

### Сверхпроводимость в нейтронных звездах
Ядро нейтронной звезды может находиться в сверхпроводящем состоянии c критической температурой 1010—1011 К. При этом связанные пары нейтронов обладают энергией связи 1—20 МэВ.

## Теоретическое объяснение эффекта сверхпроводимости
Полностью удовлетворительная микроскопическая теория сверхпроводимости в настоящее время отсутствует.
Уже на относительно ранней стадии изучения сверхпроводимости, во всяком случае после создания теории Гинзбурга — Ландау, стало очевидно, что сверхпроводимость является следствием объединения макроскопического числа электронов проводимости в единое квантовомеханическое состояние. Особенностью связанных в такой ансамбль электронов является то, что они не могут обмениваться энергией с решёткой малыми порциями, меньшими, чем их энергия связи в ансамбле. Это означает, что при движении электронов в кристаллической решётке не изменяется энергия электронов, и вещество ведёт себя как сверхпроводник с нулевым сопротивлением. Квантовомеханическое рассмотрение показывает, что при этом не происходит рассеяния электронных волн на тепловых колебаниях решётки или примесях. А это и означает отсутствие электрического сопротивления. Такое объединение частиц невозможно в ансамбле фермионов. Оно характерно для ансамбля тождественных бозонов. То, что электроны в сверхпроводниках объединены в бозонные пары, следует из экспериментов по измерению величины кванта магнитного потока, который «замораживается» в полых сверхпроводящих цилиндрах. Поэтому уже в середине XX века основной задачей создания теории сверхпроводимости стала разработка механизма спаривания электронов. Первой теорией, претендующей на микроскопическое объяснение причин возникновения сверхпроводимости, была теория Бардина — Купера — Шриффера, созданная ими в 50-е годы XX столетия. Эта теория получила под именем БКШ всеобщее признание и её авторы были удостоены в 1972 году Нобелевской премии. При создании своей теории авторы опирались на изотопический эффект, то есть влияние массы изотопа на критическую температуру сверхпроводника. Считалось, что его существование прямо указывает на формирование сверхпроводящего состояния за счет работы фононного механизма.
Теория БКШ оставила без ответа некоторые вопросы. На её основе оказалось невозможно решить главную задачу — объяснить, почему конкретные сверхпроводники имеют ту или иную критическую температуру. К тому же дальнейшие эксперименты с изотопическими замещениями показали, что из-за ангармоничности нулевых колебаний ионов в металлах существует прямое воздействие массы иона на межионные расстояния в решетке, а значит и прямо на значение энергии Ферми металла. Поэтому стало понятно, что существование изотопического эффекта не является доказательством фононного механизма, как единственно возможного ответственного за спаривание электронов и возникновение сверхпроводимости. Неудовлетворенность теорией БКШ в более поздние годы привела к попыткам создать другие модели, например, модель спиновых флуктуаций и биполяронную модель. Однако, хотя в них рассматривались различные механизмы объединения электронов в пары, к прогрессу в понимании явления сверхпроводимости эти разработки тоже не привели.
Основную проблему для теории БКШ представляет существование высокотемпературной сверхпроводимости, которую этой теорией описать не получается.

## Применение сверхпроводимости
Достигнуты значительные успехи в получении высокотемпературной сверхпроводимости. На базе металлокерамики, например, состава YBa2Cu3Ox, получены вещества, для которых температура Тc перехода в сверхпроводящее состояние превышает 77 К (температуру сжижения азота). К сожалению, практически все высокотемпературные сверхпроводники не технологичны (хрупки, не обладают стабильностью свойств и т. д.), вследствие чего в технике до сих пор применяются в основном сверхпроводники на основе сплавов ниобия.
Явление сверхпроводимости используется для получения сильных магнитных полей (например, в циклотронах), поскольку при прохождении по сверхпроводнику сильных токов, создающих сильные магнитные поля, отсутствуют тепловые потери. Однако в связи с тем, что магнитное поле разрушает состояние сверхпроводимости, для получения сильных магнитных полей применяются т. н. сверхпроводники II рода, в которых возможно сосуществование сверхпроводимости и магнитного поля. В таких сверхпроводниках магнитное поле вызывает появление тонких нитей нормального металла, пронизывающих образец, каждая из которых несёт квант магнитного потока (вихри Абрикосова). Вещество же между нитями остаётся сверхпроводящим. Поскольку в сверхпроводнике II рода нет полного эффекта Мейснера, сверхпроводимость существует до гораздо бо́льших значений магнитного поля Hc2. В технике для изготовления сверхпроводящих магнитов применяются, в основном, следующие сверхпроводники:
| Соединение | Tc, K     | jc, А/см2 (Тл), при 4,2 К | Bc, Тл (T, K)            |
| ---------- | --------- | ------------------------- | ------------------------ |
| NbTi       | 9,5—10,5  | (3—8)⋅104 (5)             | 12,5—16,5 (1,2) 12 (4,2) |
| Nb3Sn      | 18,1—18,5 | (1—8)⋅105 (0)             | 24,5—28 (0)              |
| NbN        | 14,5—17,8 | (2—5)⋅107 (18)            | 25 (1,2) 8—13 (4,2)      |

Существуют детекторы фотонов на сверхпроводниках. В одних используется наличие критического тока, используют также эффект Джозефсона, андреевское отражение и т. д. Так, существуют сверхпроводниковые однофотонные детекторы (SSPD) для регистрации единичных фотонов ИК-диапазона, имеющие ряд преимуществ перед детекторами аналогичного диапазона (ФЭУ и др.), использующими другие способы регистрации.
Сравнительные характеристики наиболее распространенных детекторов ИК-диапазона, как не основанных на свойствах сверхпроводимости (первые четыре), так и сверхпроводниковых детекторов (последние три):
| Вид детектора                  | Максимальная скорость счета, c−1 | Квантовая эффективность, % | {\displaystyle R_{dk}}, c−1 | ЭМШ, Вт·Гц1/2 |
| ------------------------------ | -------------------------------- | -------------------------- | --------------------------- | ------------- |
| InGaAs PFD5W1KSF APS (Fujitsu) | 1⋅106                            | ≈20                        | ≈6⋅103                      | ≈1⋅10-17      |
| R5509-43 PMT (Hamamatsu)       | 9⋅106                            | 1                          | 1,6⋅104                     | ≈1⋅10-16      |
| Si APD SPCM-AQR-16 (EG\&G)     | 5⋅106                            | 0,01                       | ≈1⋅10-16                    | -             |
| Mepsicron-II (Quantar)         | 1⋅106                            | 0,001                      | 0,1                         | -             |
| STJ                            | 5⋅103                            | 60                         | -                           | -             |
| TES                            | 5⋅103                            | 90                         | менее 1⋅10-3                | менее 1⋅10-19 |
| SSPD                           | 7⋅107                            | 30                         | менее 1⋅10-3                | 6⋅10-18       |

Вихри в сверхпроводниках второго рода можно использовать в качестве ячеек памяти. Подобное применение уже нашли некоторые магнитные солитоны. Существуют и более сложные дву- и трёхмерные магнитные солитоны, напоминающие вихри в жидкостях, только роль линий тока в них играют линии, по которым выстраиваются элементарные магнитики (домены).
Отсутствие потерь на нагревание при прохождении постоянного тока через сверхпроводник делает привлекательным применение сверхпроводящих кабелей для доставки электричества, так как один тонкий подземный кабель способен передавать мощность, которая традиционным методом требует создания цепи линии электропередач с несколькими кабелями много большей толщины. Проблемами, препятствующими широкому использованию, является стоимость кабелей и их обслуживания — через сверхпроводящие линии необходимо постоянно прокачивать жидкий азот. Первая коммерческая сверхпроводящая линия электропередачи была запущена в эксплуатацию фирмой American Superconductor на Лонг-Айленде в Нью-Йорке в конце июня 2008 года. Энергосистемы Южной Кореи собирались создать к 2015 году сверхпроводящие линии электропередачи общей длиной в 3000 км.
Важное применение находят миниатюрные сверхпроводящие приборы-кольца — сквиды, действие которых основано на связи изменения магнитного потока и напряжения. Они входят в состав сверхчувствительных магнитометров, измеряющих магнитное поле Земли, а также используемых в медицине для получения магнитограмм различных органов.
Сверхпроводники также применяются в маглевах.
Явление зависимости температуры перехода в сверхпроводящее состояние от величины магнитного поля используется в криотронах — управляемых сопротивлениях.
В СССР на основе сверхпроводников в начале 1980-х годов были созданы турбогенераторы КГТ-20 и КГТ-1000, . В дальнейшем, в Ленинградском институте электромашиностроения был создан первый в мире криогенный турбогенератор мощностью 20 МВт (после завершения испытаний включенный в энергосистему Ленинграда).
Перспективным направлением является создание сверхпроводящих электрических машин (электродвигателей и генераторов).